# Distrito de Pátapo
El Distrito de Pátapo es uno de los veinte distritos de la provincia de Chiclayo, ubicada en el Departamento de Lambayeque, bajo la administración del Gobierno Regional de Lambayeque, en el norte de Perú.
Desde el punto de vista jerárquico de la Iglesia católica, forma parte de la diócesis de Chiclayo.

## Historia
Este distrito fue creado mediante Ley N.º 26921 del 29 de enero de 1998 en el segundo periodo de gobierno del Presidente Alberto Fujimori. Es conocido por su gran cultura y por los personajes célebres que han salido de este pueblo que día a día viene creciendo y sobresaliendo. Pátapo y Pósope Alto son un solo distrito, hoy en día este enigmático pueblo ha surgido y es conocido.

## Centros poblados
En el distrito de Pátapo, se incluye los siguientes centros poblados: Pátapo, Pósope Alto, La Cría, Las Canteras, Santa Lucía, Pósope Bajo, Tulipe, Conchucos, La Victoria, Desaguadero, La Aviación, Pampa La Victoria, La Planta, La Puntilla, Taymi, Concordia Alta; El Progreso y Cruz Tres de Mayo

## Autoridades

### Municipales
- 2019-2022
  - Alcalde: Juan Guevara Torres.
- 2015-2018[3]
- Alcalde: Juan Alberto Ramos Díaz, del Partido Aprista Peruano (PAP).
- 2011 -2014[4]
  - Alcalde: Carlos Ramos Salvador Cayotopa, del Movimiento Amistad Solidaria Independiente (ASI)[5]
  - Regidores: Adriano Rimarachín Salazar (ASI), Mirian Roxana Coronel Sernaqué (ASI), Cesario Cachay Chumioque (ASI), Ketty Maytta Castillo Álvarez (ASI), José Rolando Chero Tequen (APRA).
- 2007 -2010
- Alcalde: Juan Alberto Ramos Díaz.
- 1999 -2002
- Alcalde: Ing. José Segundo Ruiz Días

### Policiales
- Comisaría

```
  Comisario Posope Alto: Teniente PNP Kevin SANTANA DUEÑAS.
```

### Religiosas
- Diócesis de Chiclayo[6]
  - Obispo de Chiclayo: Mons. Robert Francis Prevost, OSA[7]
- ̈Parroquia Nuestra Señora del Carmen[8]
  - Párrocoː R.P. Elmer Pérez Cabrera, sacerdote de la diócesis de Chiclayo. Nombrado por el Obispo de Chiclayo desde mayo de 2019.

## Atractivos turísticos
Gracias a la Cultura Patapeña conocida como "El Gran Señorío del Cinto". Infundida por el "Grupo Social, Cultural y Turístico" "Reconstruyendo Nuestro Pasado", dirigida por Francisco Díaz Núñez - Presidente de ese Grupo.

## Complejo arqueológico Qápac Ñam
A 22 km al este de Chiclayo (Pósope Alto), se ubica el Complejo Arqueológico Qápac Ñam que muestra tramos del antiguo Camino Inca de Tumbes a Cajamarca, sobre el cerro "La Cantera", presenta además petroglifos, tambos, murallas y construcciones pétreas hasta de 7 m.
Pátapo presenta una serie de descubrimientos los cuales se pueden visitar:
- Camino Inca
- Tambo Inca
- Murallas de Piedra
- Recintos y cuevas de Piedra
- Petroglifos
- La Laguna perdida del Inca
- El señor de cinto

## Festividades
- Julioː Virgen del Carmen.
- Noviembre: San Martín de Porres.
- Diciembre: Navidad y año nuevo.

## Personas destacadas
- Susan Ochoa, cantante.
- Enrique López Albújar, escritor.
- Jasson Bautista, Unión Civil.